# 恩氟烷
恩氟烷（INN：enflurane）或稱恩氟醚，系統命名法名稱(2-氯-1,1,2-三氟乙基)二氟甲基醚），是一種鹵代醚麻醉藥，適用於全身麻醉。本藥由罗斯·特雷尔（Robert Terrell）於1963年發明並於三年後首次投入臨床使用。1970和80年代是本藥使用的高峰期，及後因發現可致嚴重副作用和替代品的出現而被逐漸淘汰 。恩氟烷是異氟醚的結構異構體，常溫下是容易揮發的液體。

## 副作用
恩氟烷可導致很多臨床相關的副作用。恩氟烷會壓抑心肌收縮力度和心肌耗氧量，而且有2-5%的劑量會在肝臟代謝，釋出氟離子和(二氟甲氧基)二氟乙酸。相比之下，異氟醚等其他結構類似的麻醉藥幾乎不參與代謝。另一種已被棄用的鹵代醚麻醉藥甲氧氟醚在代謝過程中也會釋放氟離子。由於甲氧氟醚可導致腎衰竭，恩氟烷被認為同樣具有損傷腎臟的風險。但從臨床經驗來講，恩氟烷麻醉時的血漿氟離子濃度較低，通常不會導致腎衰竭。
正如其他鹵代醚麻醉藥般，恩氟烷可引發惡性高熱。此外恩氟烷會誘使病患癲癇發作，故絕對不能用於有癲癇病史的病患身上。

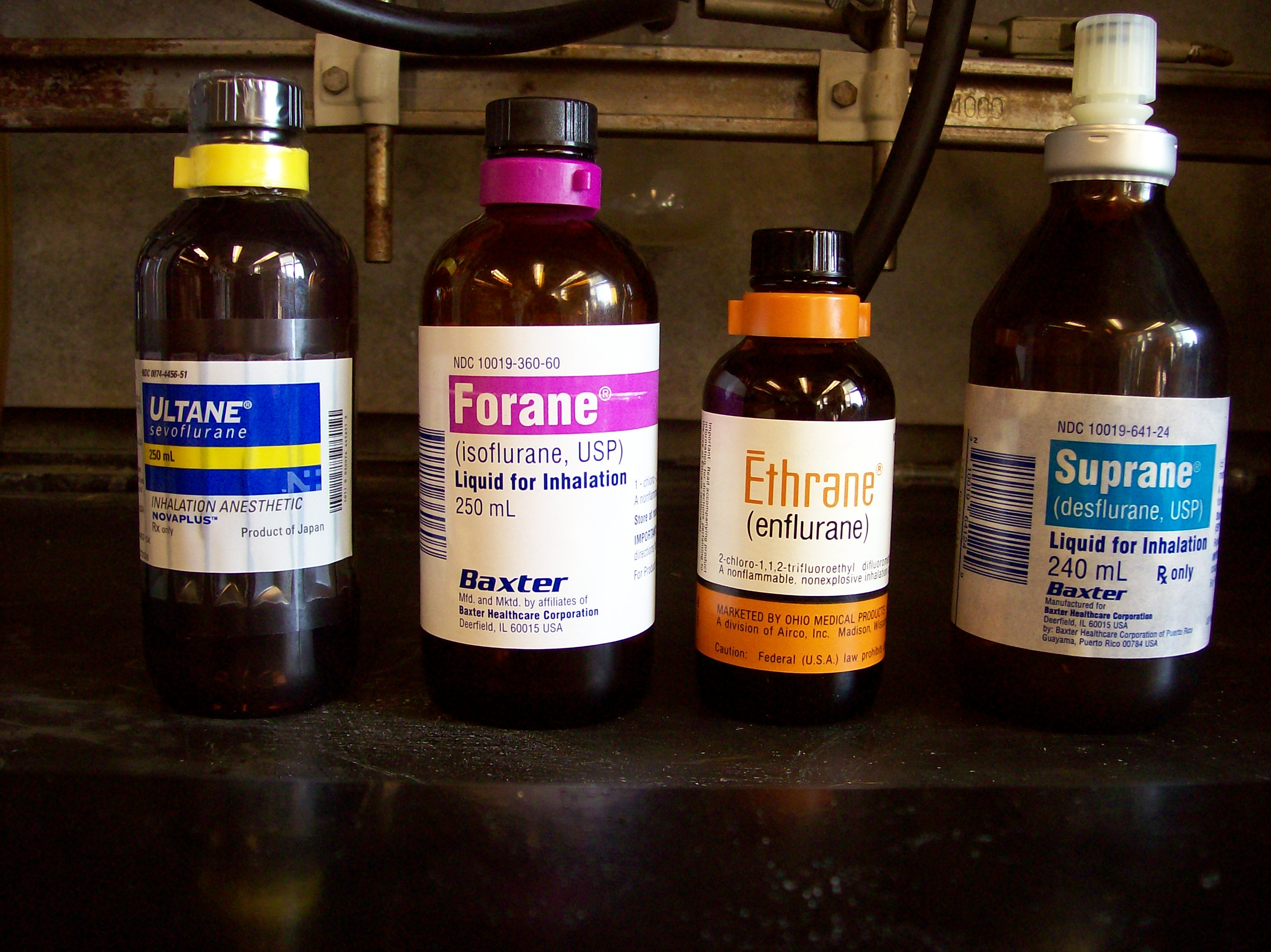
臨床用的恩氟烷，瓶頸標識為橙色（右二）

## 特性
| 沸點            | 56.5 °C             |
| 密度            | 1.517 g/mL          |
| 蒸氣壓 （20°C） | 22.9 kPa (172 mmHg) |

1. ↑  大氣壓力下